# 多爾瑪巴切清真寺
多爾瑪巴切清真寺（土耳其語：Dolmabahçe Camii）位于土耳其伊斯坦布尔，於1853年由阿卜杜勒-邁吉德一世之母蘇丹皇太后貝茲米雅萊姆蘇丹下令興建。